# Chlorospatha dodsonii
Chlorospatha dodsonii är en kallaväxtart som först beskrevs av George Sydney Bunting, och fick sitt nu gällande namn av Michael T. Madison. Chlorospatha dodsonii ingår i släktet Chlorospatha och familjen kallaväxter.
Artens utbredningsområde är Ecuador. Inga underarter finns listade.